# Honley
Honley – wieś w Anglii, w hrabstwie ceremonialnym West Yorkshire, w dystrykcie metropolitalnym Kirklees. Leży 28 km na południowy zachód od miasta Leeds i 259 km na północny zachód od Londynu. W 2001 miejscowość liczyła 5897 mieszkańców.